# Aeroporto de Juruena
O Aeroporto de Juruena (IATA: JRN - ICAO: SWJU) serve o município de Juruena. Situa-se na região noroeste do Estado de Mato Grosso, distante cerca de 880 km da capital e com uma população de aproximadamente de 5 mil habitantes (IBGE/2005) a cidade é um forte entreposto comercial no Nordeste do MT e um dos principais municípios de economia extrativista mineral e de madeiras.

## Características
- Latitude: 10º 18' 20" S
- Longitude: 58º 29' 20" W
- Piso: A
- Sinalização: S
- Pista com balizamento noturno
- Companhias aéreas: TAM, NORDESTE, CRUISUER
- Distância do centro da cidade: 5,9 km
- Pista: 1640 m
- Contato: Fone: (66) 3553-1360
- Distância Aérea: Cuiabá 636 km; Brasília 1281 km; São Paulo 1925 km; Porto Alegre 2312 km